# Fiat Punto Classic
Fiat Punto Classic — автомобіль італійської автомобільної компанії Fiat (Fabrika italiana avtomobili Torino). FIAT Punto Classic — бюджетна модель FIAT. Punto Classic приваблює своєю практичністю і доступністю, при цьому залишаючись 100% європейським автомобілем, з високим рівнем комфорту, безпеки та справжнім італійським дизайном, виконаним в іншому стилістичному ключі. 
Місткий і економічний, для сім'ї та для роботи — Punto Classic ідеально підходить для повсякденної експлуатації в умовах великого міста. Автомобіль пропонується з кузовом 5-дверний хетчбек, що підкреслює його європейське походження. 
Ціна в Україні - 91000 грн. (30.01.2011)
Продається в трьох комплектаціях — Active, Active Plus i Dinamic.

## Оснащення

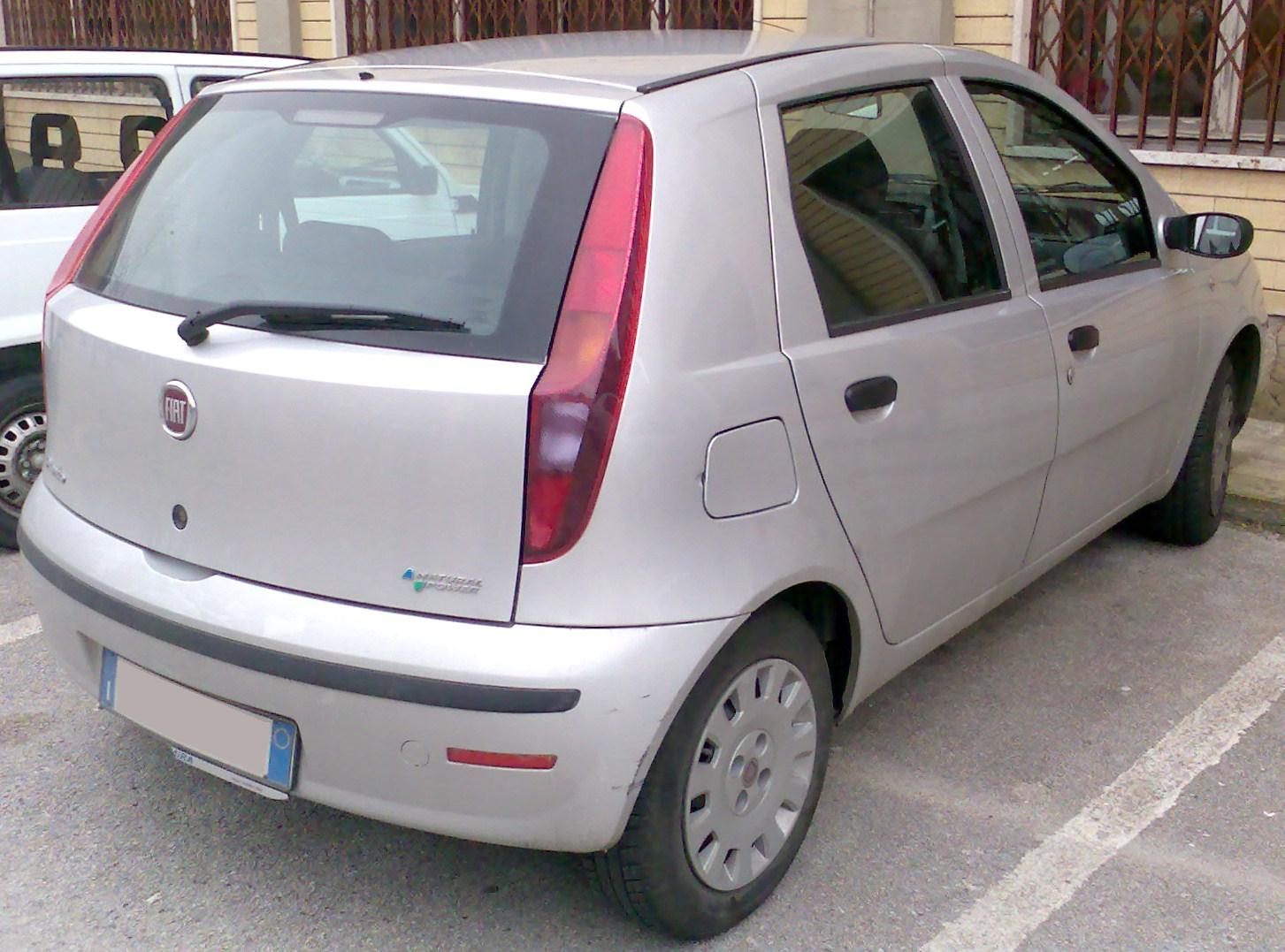
Fiat Punto Classic

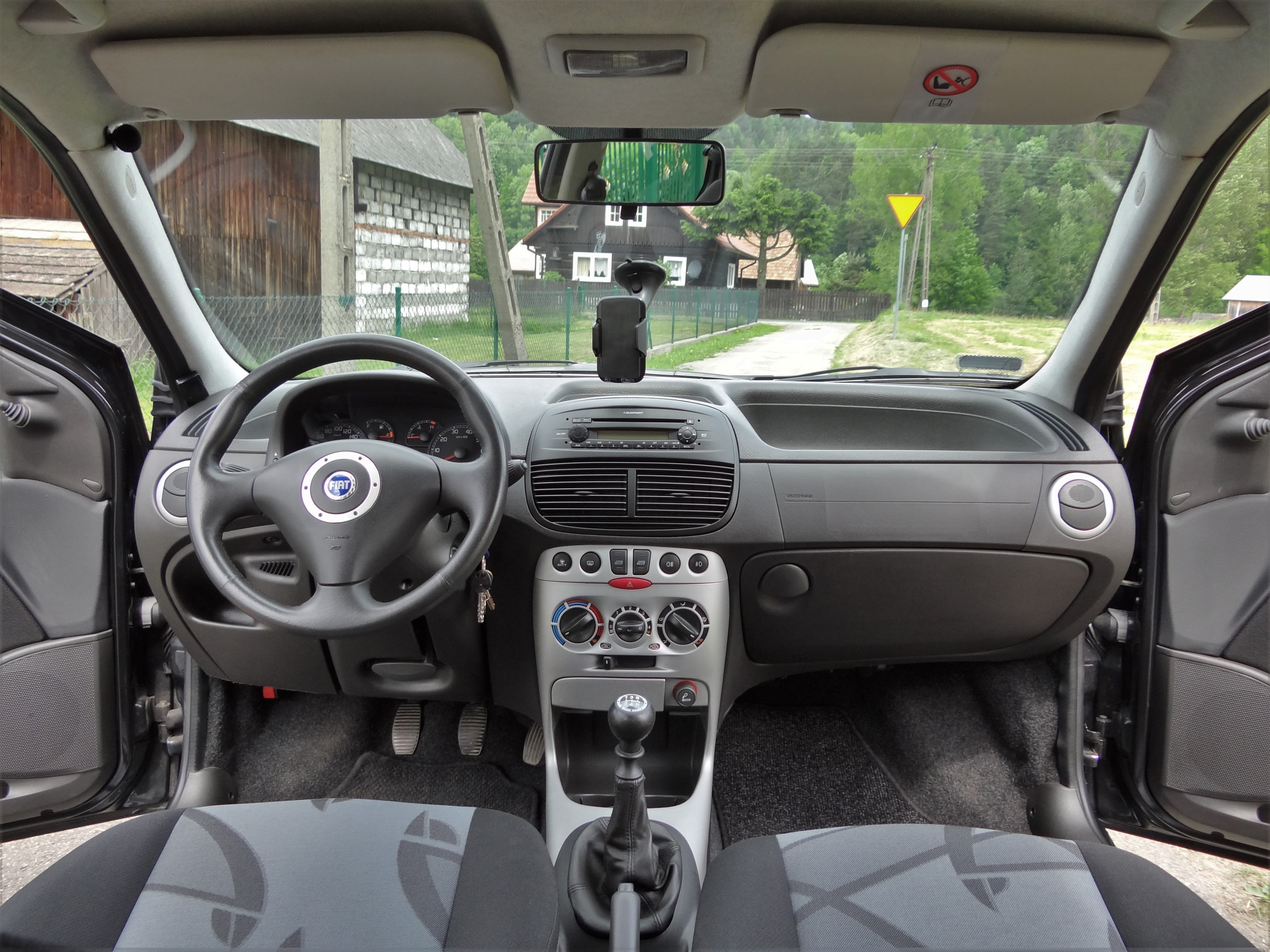

Практичний, комфортабельний і елегантний, новий Punto Classic отримав хромовані ґрати радіатора, новий дизайн коліс, нові матеріали обробки і нову кольорову гаму. 
Punto Classic має високий як для свого цінового сегмента рівень комфорту і безпеки. До пакета безпеки входять подушки безпеки водія і пасажира, системи ABS і EBD, а також бічні подушки-шторки безпеки. 
Завдяки підсилювачу Dualdrive тепер ви можете самі регулювати інтенсивність підсилення рульового управління: Normal для звичайного руху і City для маневрування в міських умовах. У список оснащення також входять бортовий комп'ютер з дисплеєм, кондиціонер, електропакет, складатися 60/40 заднє сидіння, литі диски R15.

## Технічні характеристики
Fiat Punto Classic оснащується економічним 4-циліндровим бензиновим двигуном 1.2 серії Fire, потужністю 60 л.с. Двигун скомпоновано з 5-ступінчастою механічною коробкою передач, що відрізняється хорошою чіткістю перемикання.
Кузов: Хетчбек, 5 місць.
Двигун: 1.2 MPI 8V, 1242 см³, бензиновий з розподіленим вприскуванням.
Потужність, к.с.:  60 к.с. при 5000 об \ хв.
Крутний момент, н * м: 102 н * м при 2500 об \ хв.
Коробка передач,  привід: 5 Мех. на передні колеса.
Вага, кг  : 875.
Об'єм багажного відділення, л : 297/1080.
Обсяг паливного бака, л : 47. 
Максимальна швидкість, км / год : 155 км / год.
Час розгону до 100 км / год, c :  14,3.
Довжина / ширина / висота  :  3840/1660/1480.
Відповідність екологічним вимогам : Euro 4.
Витрата палива, місто, л/100км: 7,3.
Витрата палива, середній, л/100км : 5,6.
Витрата палива, заміський, л/100км: 4,8.
Мінімальний кліренс (мм): 150.